# 4LESS INTERNET / WEB SPIRAL
4LESS INTERNET（フォーレス インターネット）とWEB SPIRAL（ウェブ　スパイラル）は、日本のソフトウェア企業であるネットドリーマーズ社が開発・提供するCRM/CMSソフトウェアである。Linux (CentOS、Red Hat) 上で動作するインストール型ソフトウェアで、PHP、MySQL、Apacheといったいわゆる「LAMP」環境が動作要件である。ソフトウェアのインストールはRedHat系Linuxで広く使用されている「RPM」形式で配布され、インストールは非常に容易である。2014年にリリースされたバージョン4.0から大幅なUIの改善が行われている。また、2016年からはクラウド版も提供されている。

## 歴史
2001年　ウェブサイトの運営を効率化するためにCMS/CRM『4LESS INTERNETシリーズ』リリース。「4LESS」の由来は、4つの「LESS」（Cost Less（コストレス）、Skill Less（スキルレス）、Manual Less（マニュアルレス）、Programming　Less（プログラミングレス））を組み合わせた造語である。
2003年　『4LESS INTERNETシリーズ』からファイル配信･履歴管理に特化したCMS機能をパッケージングし、『WEB SPIRAL』としてリリース。2008年　『WEB SPIRAL』従来の機能に、J-SOX法（日本版SOX法＝上場企業の内部統制に係る法律）に対応した「操作履歴機能」「セキュリティ強化機能」等を追加リリース。
2014年　最新OS・仮想環境に対応した『WEB SPIRAL4.0』をリリース。
2016年　デザインや操作性を向上した『WEB SPIRAL5.0』をリリース。　クラウド型WEB SPIRAL『WEB SPIRAL CLOUD』の提供を開始。

## WEB SPIRAL

### 概要
WEB SPIRALはファイル管理・コンテンツ更新に特化したCMSである。一般的に流通しているCMS製品は、ブログツールのようにHTMLやCSSといったWEB製作技術を持たない一般の人でもワープロ感覚でページ作成ができるオーサリング機能をメインとし、代表的なものにはWordPressやDrupalがある。WEB SPIRALにはオーサリング機能そのものが搭載されておらず、WEBサイトの運営や管理という目的に特化している点はある種異質な存在である。これは、WEB SPIRALが主に大手企業をターゲットとしていることも理由の一つで、その種の企業ではWEBサイトの担当者自身がページの中身を編集することは非常に稀で、通常はWEB制作会社へ外注し、納品された成果物(HTML/CSS/JS/画像等)を管理をすることが主な運用業務となるためである。

### 特徴的な機能
- 配信管理機能

WEBサイト全体をWEB SPIRALから容易に取り込み、全ての構造・ファイル情報を管理。 日時指定での自動公開や即時配信が可能。公開予定のWEBページもプレビュー確認が可能。
- 履歴管理機能

過去・現在・公開予定のWEBサイトの公開状況を、分単位指定で完全に再現・確認が可能。 公開後・または公開予定として登録されたファイルを自動的に蓄積するため、バックアップ作業が不要。 スタッフの操作記録を保持。

### その他の機能
- 配信管理機能

- サイト一発取込み機能
- 公開予定ファイル作成機能
- 日時指定公開/承認時即時公開機能
- バーチャルプレビュー機能
- 履歴管理機能
- タイムプレビュー機能
- 監視ログ表示機能
- ステージサーバー機能
- ファイル履歴確認/ダウンロード
- 操作履歴

- ワークフロー管理機能
- 承認ワークフロー
- メッセージング
- チーム管理
- ディレクトリ権限管理
- ユーザー権限管理
- セキュリティオプション

### 主な導入企業
- 日本ベリサイン株式会社 (https://www.verisign.co.jp)
- キヤノン株式会社 (http://www.canon.com/eos-d/)
- 綜合警備保障株式会社 (http://www.alsok.co.jp/)
- 西川産業株式会社 (http://www.nishikawasangyo.co.jp/)
- イッツ・コミュニケーションズ株式会社 (http://www.itscom.net/)
- 株式会社竹中工務店 (http://www.takenaka.co.jp/)

メーカー約40社・情報通信業約60社・サービス業約60社・その他約40の法人/団体など、総計200以上の法人